# 澳大利亚皇家空军第90大队
第90混合大队（英語：No. 90 (Composite) Wing）是马来亚紧急状态早期运作的澳大利亚皇家空军大队，由配备阿弗罗林肯轰炸机的第1轰炸机中队和配备C-47运输机的第38运输机中队组成。大队于1950年7月成立，总部位于新加坡东岸的樟宜。第1中队从该国西岸的登加出发执行任务，第38中队的基地起初也是樟宜，1951年4月至1952年2月改为马来亚中部的吉隆坡。
林肯轰炸机主要执行区域轰炸和精确打击任务，骚扰共产主义叛乱分子。-47运输机空运货物、部队、重要人物和伤亡人员，还向友军投放补给，并在空中派发宣传单。1952年12月第38中队撤离后，第90大队解散，第1中队成为澳大利亚在马来亚空中战场的最后一支部队，直至1958年7月撤回国内。

## 历史

### 源起和组建
1950年4月，英国政府要求澳大利亚在马来亚紧急状态期间协助打击共产主义叛乱分子。澳大利亚国防委员会决定为此组建包含八架C-47运输机的运输中队，以及四到六架林肯重型轰炸机（Avro Lincoln）组成的小队。澳大利亚联邦政府正式宣布出动计划后很快就派出-47运输机，然后在六月下旬确认出动六架林肯轰炸机。轰炸机隶属第1轰炸机中队，该中队将与驻守昆士兰州的澳大利亚皇家空军安伯利站的第82大队（No. 82 Wing RAAF）脱离，以新加坡西岸的登加机场为新基地。运输机所属的第38运输机中队与新南威尔士州的澳大利亚皇家空军里士满站（RAAF Station Richmond）的第86大队（No. 86 Wing RAAF）脱离，迁至新加坡东岸的樟宜。澳大利亚不久前有十名-47机组人员完成柏林空运任务后回国，让此次运输任务成为可能。
根据协定，澳大利亚皇家空军在紧急状态期间接受英国皇家空军指挥，具体指令由马来亚空军总部（后来的英国皇家空军第224联队）发布。英方还希望澳大利亚各中队直接编入英国皇家空军大队。澳大利亚空军司令乔治·琼斯（George Jones）空军中将不想重复第二次世界大战的做法，当时驻扎英国的澳大利亚皇家空军单位和人员就被英国皇家空军吸收，没有组成本国高阶军官指挥的民族团体。琼斯决定第1和第38中队组成“混合”部队（可以包含轰炸机、战斗机和侦察机在内的各个机种），由澳大利亚皇家空军总部统一管理。英国空军部（Air Ministry）接受琼斯的提议，第90混合大队因此于1950年7月10日在里士满成立，由帕迪·赫弗兰（Paddy Heffernan）空军上校指挥。

### 行动
1950年6月19日，第38中队的-47运输机开始飞抵樟宜，第1中队的林肯轰炸机于7月16日抵达登加。第90大队人员乘飞机离开里士满，于7月22日在樟宜设立总部。运输机队在7月21日完成第一次任务，轰炸机队的首秀是7月26日。第1和第38中队各自负责例行维护，如需大修则要运回澳大利亚。英国皇家空军提供基本支持设施，如食堂和住宿。
林肯轰炸机以区域轰炸为主，有时也有精确打击任务，出动时既有单机行动，也有编队任务，有时还会与英国皇家空军的轰炸机配合。由于无需担心防空火力，轰炸机基本是在日间飞行，并且完成投弹后会转回目标上空使用机枪和20毫米机炮扫射。林肯轰炸机能够以很慢的速度飞行来搜寻目标，火力强劲，载弹量也不小，所以很适合在马来亚紧急状态期间执行任务。第1中队是唯一获许执行夜间任务的英联邦空军部队，任务时间最长达六小时，每半小时左右投下一枚炸弹。为降低附带损害风险，所有空袭都需位于马来亚中部吉隆坡的联合行动中心批准，该机构由军方、警方和文职人员组成。炸弹作业的初始目标是尽量杀伤叛乱分子，但因当地茂密丛林导致根本无法实现，所以改为骚扰敌人，打击共产主义者的士气，把他们从根据地逼入英联邦地面部队控制的区域。
-47运输机负责空运货物、部队、重要人物和伤亡人员，还会向友军投放补给，并在空中派发宣传单。运输机有时会为轰炸机队搜寻目标，向共产党可能藏身的地方投掷烟罐，方便上方或后方的林肯轰炸机投弹。空运军队并提供补给能确保丛林中几乎一直都有安全部队，是战胜叛乱分子的关键战略环节。除马来亚各地外，第38中队的行动范围还包括婆罗洲、菲律宾、日本和韩国。朝鲜战争爆发后，第90大队战力缩水，四架-47运输机于1950年11月转至日本岩國市的第91混合大队总部，弗兰克·海德兰（Frank Headlam）空军上校也在同一个月受命接替赫弗兰执掌第90大队。12月20日，海德兰与他人一起驾驶-47运输机执行补给投放任务，因发动机故障在彭亨奥村附近迫降，飞机严重受损，海德兰受轻伤。
1951年2月，在英国空军部的要求下，澳大利亚扩大轰炸机部队，第1中队获得的补充因此由六架飞机增至八架，以抵销部份因英国皇家空军的林肯轰炸机即将撤离马来亚战场，前往位于欧洲的轰炸机司令部的损失。同年四月，第38中队的四架运输机转移到吉隆坡，与新西兰皇家空军第41中队（No. 41 Squadron RNZAF）合作运送补给。11月30日，第1中队的一架林肯轰炸机在登加机场冲出跑道后损毁。12月，雷德蒙德·格林（Redmond Green）空军中校（后晋升空军上校）获派接替海德兰。1952年4月4日，因一名飞机员有伤在身，格林亲自带队出击。他驾驶的第一架飞机起飞后因发动机故障被迫返回，第二架虽然完成任务，但返程时又发现失去制动能力，有冲出跑道导致机毁人亡的风险，最终机组人员通过在后方炮塔上拖曳降落伞令飞机减速。

### 解散
1952年2月，第38中队离开吉隆坡，返回樟宜的老基地。随着时间的推移，朝鲜战争需要投入更多战力，澳大利亚皇家空军的首要任务因此转变，马来亚的战局也不再像之前那么要紧。12月8日，已空运超过1.7万人次、约1900公吨货物，投放约750公吨补给，转移300余名伤兵的第38中队离开马来亚，并在三天后回到里士满，重新加入第86大队。第90大队至此在樟宜解散，第1中队成为澳大利亚在马来亚空中战场的最后一支部队，继续执行轰炸任务打击共产党，直至1958年7月返回澳大利亚。前后八年间，第1中队出击近4000次，投入1.4万余公吨炸弹，占英联邦此次紧急状态期间投弹总量的85%。第2中队（No. 2 Squadron RAAF）取代第1中队的位置，以北海为基地，配备坎培拉轻型喷气轰炸机（English Electric Canberra）继续出击。

## 指挥官
第90大队的指挥官如下：
| 就职       | 姓名                  |
| ---------- | --------------------- |
| 1950年7月  | 帕迪·赫弗兰空军上校   |
| 1950年11月 | 弗兰克·海德兰空军上校 |
| 1951年12月 | 雷德蒙德·格林空军上校 |

### 脚注
1. 1 2 3 4 5 6 7 8  Stephens, Going Solo, pp. 246–247
2. 1 2 3 4  RAAF wing takes over a new important job.
3. ↑  Grey, A Military History of Australia, p. 208
4. ↑  Helson, The Private Air Marshal, pp. 224, 338
5. 1 2 3  No 90 Wing formed at Singapore.
6. ↑  Roylance, Air Base Richmond, p. 122
7. ↑  O'Brien, Always There, p. 64
8. 1 2 3  Stephens, The Royal Australian Air Force, pp. 247–248
9. ↑  Eather, Odd Jobs, p. 54
10. ↑  With the RAAF "Biscuit Bombers" in Malaya.
11. ↑  Eather, Odd Jobs, p. 46
12. ↑  Stephens, Going Solo, pp. 224, 247
13. ↑  New RAAF CO in Malaya.
14. ↑  Crash landing of Dakota A65-66.
15. ↑  Dennis; Grey, Emergency and Confrontation, pp. 37–38
16. ↑  Stephens, Going Solo, p. 249
17. ↑  Eather, Odd Jobs, p. 57
18. ↑  New head for RAAF wing.
19. ↑  With the RAAF in Malaya.
20. ↑  Eather, Odd Jobs, pp. 59–60
21. 1 2 3  Eather, Odd Jobs, pp. 51–52
22. ↑  Stephens, The Royal Australian Air Force, p. 246
23. ↑  Dennis; Grey, Emergency and Confrontation, p. 33
24. ↑  No 1 Squadron returned from Malaya.
25. ↑  Eather, Odd Jobs, p. 71
26. ↑  Stephens, Going Solo, pp. 257–258

## 扩展阅读
- Odgers, George.  2. London: Lansdowne. 1994. ISBN 1-86302-385-2.
- No. 90 (Composite) Wing.  (报告). National Archives of Australia. 1951–52  [2020-07-06]. （原始内容存档于2017-05-11）.